# 頭狀骨
頭狀骨（capitate bone）是人類掌骨中最大的一塊，為腕骨中央的骨頭。較圓的一端位於手舟骨及月骨所組成的凹槽上。
許多哺乳類動物身上也可以找到這塊骨頭，與爬蟲類及兩棲類身上的第三遠端腕骨為同源構造。

## 構造
頭狀骨是腕骨中最大的一塊，位於腕骨遠端列。頭狀骨的旁邊接的是無名指掌骨，尺骨側連接的是鉤骨，橈側連接三角骨，腕側結月骨跟手舟骨。:708–709

### 表面
頭狀骨的上表面外表光滑圓潤，與月骨相連接；下表面則粗糙，被兩個脊分成三個小面，正是第二、三、四掌骨的關節。
頭狀骨掌面狹窄、圓弧狀且粗糙，用於附著掌面的肌腱。
外側表面透過前下方的面與較小的多稜相連接，而後面則是連結多條韌帶的粗糙凹陷，反觀旁邊的光滑面，則是連結舟骨的部位。
內側表面通過一個長型且凹陷的光滑面與鉤骨連接，前方同樣粗糙，是連接肌腱的部位。

### 變形
The capitate bone variably articulates with the metacarpal of the index finger.

### 骨化
頭狀骨的骨化始於1至5個月大時。

## 功能
為構成腕骨的一部分。:708

## 歷史
辭源來自於拉丁文的「頭」（拉丁語：capitātus）。

## 附加圖像

左手頭狀骨示意圖（紅色部分）
左手頭狀骨近觀圖（紅色部分）
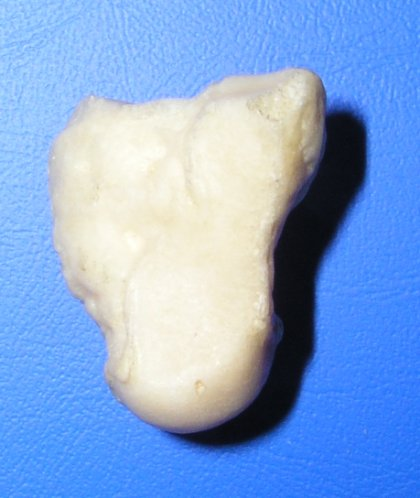
左手頭狀骨，尺骨面觀（小指面觀）
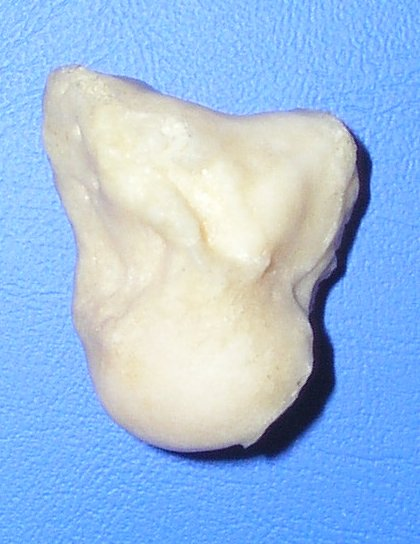
左手頭狀骨，橈骨面觀（大拇指面）
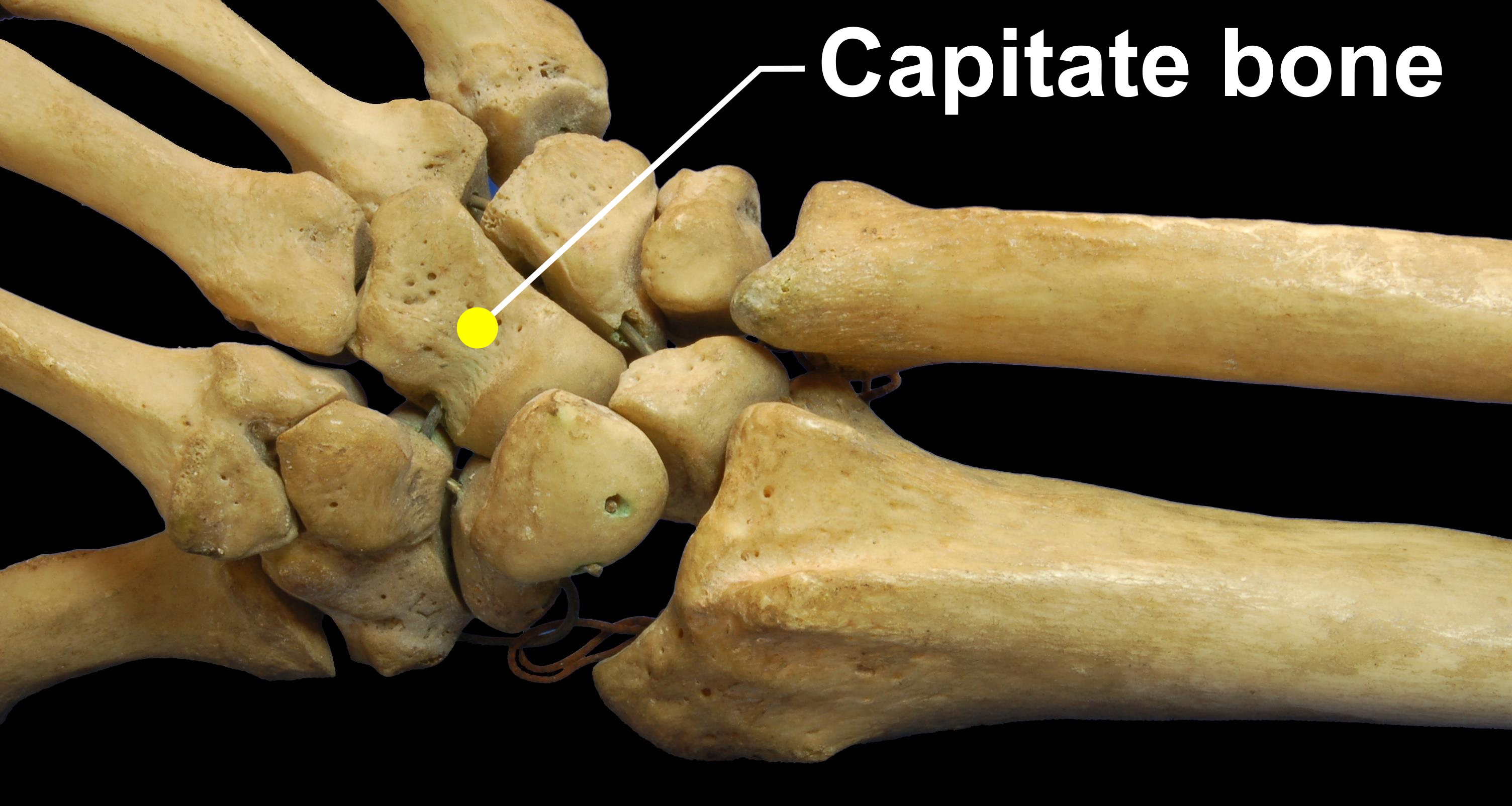
Right hand posterior view (dorsal view). Thumb on bottom.
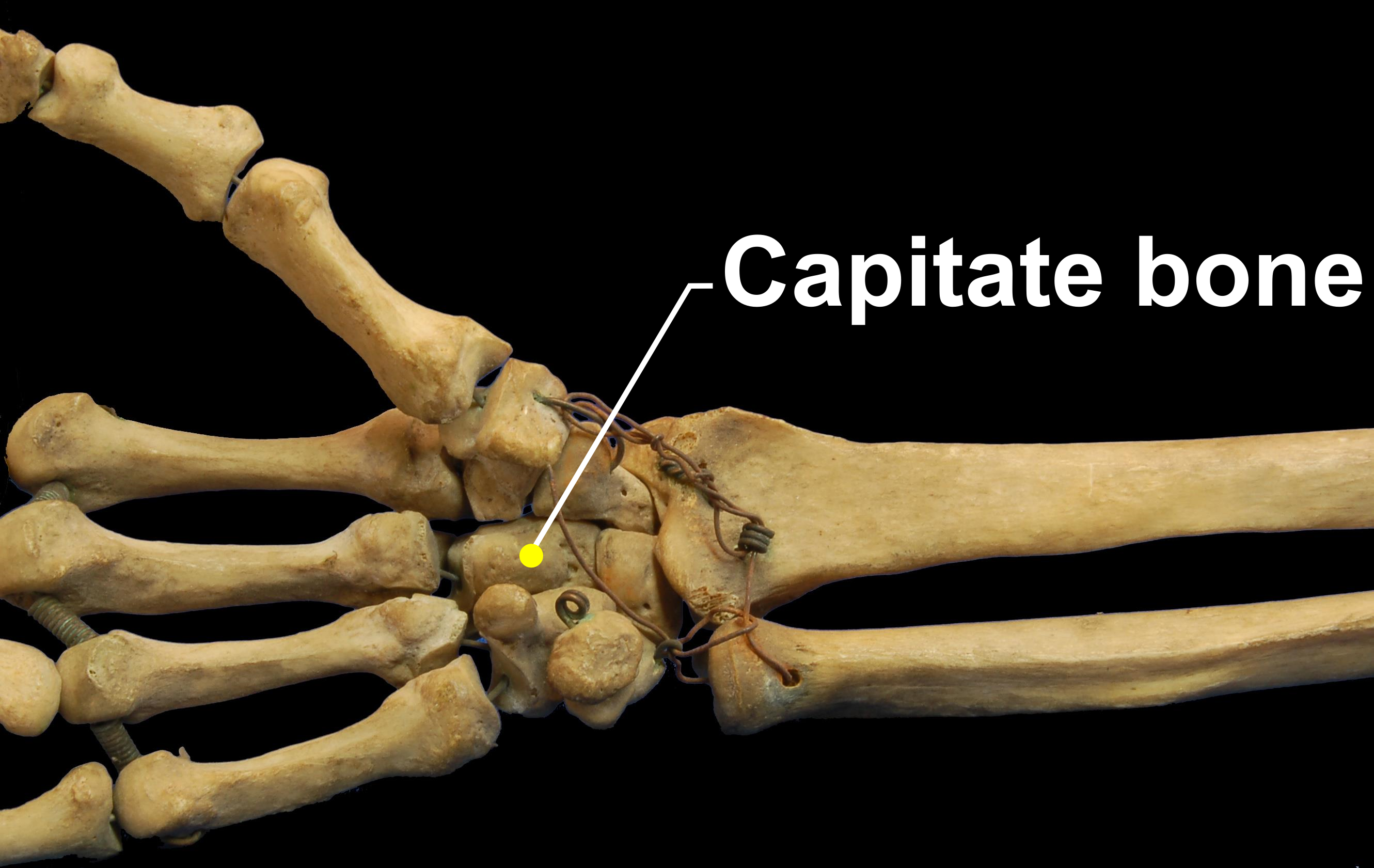
Right hand anterior view (palmar view). Thumb on top.
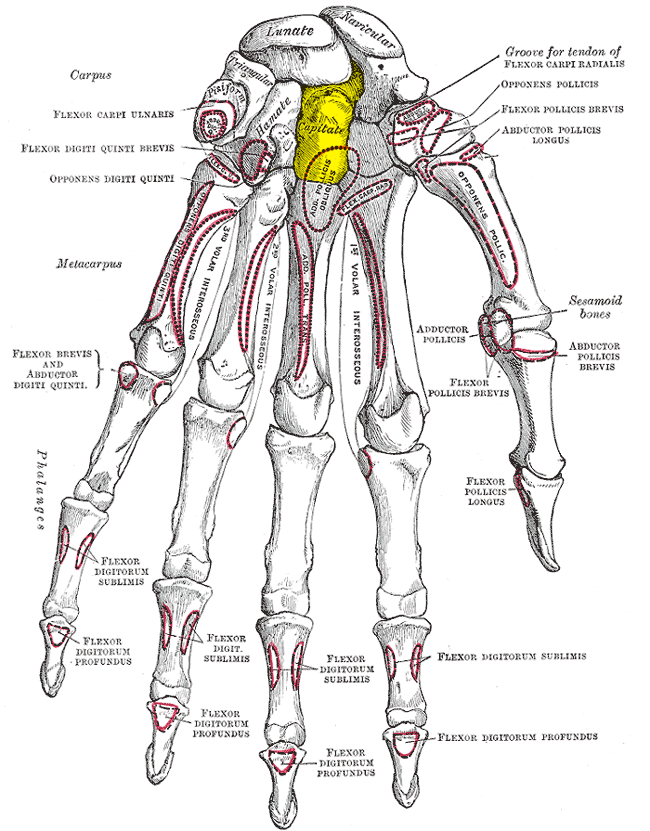
Capitate bone shown in yellow. Left hand. Palmar surface.
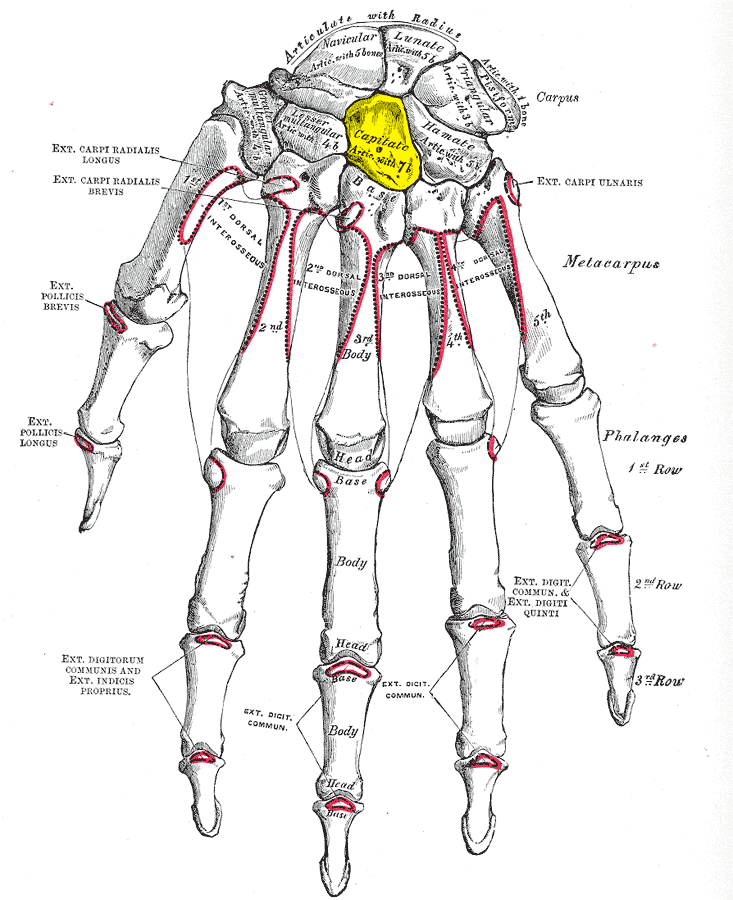
Capitate bone shown in yellow. Left hand. Dorsal surface.
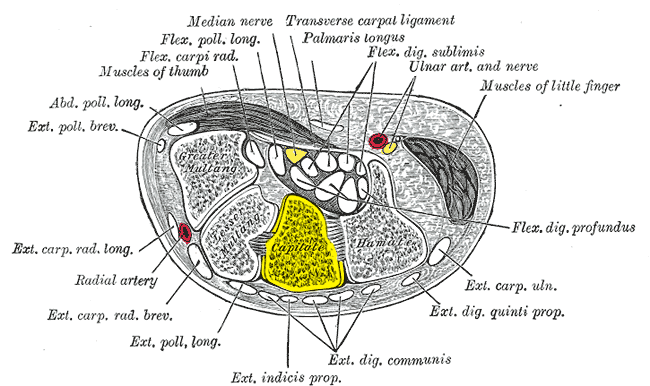
Transverse section across the wrist (palm on top, thumb on left). Capitate bone shown in yellow.
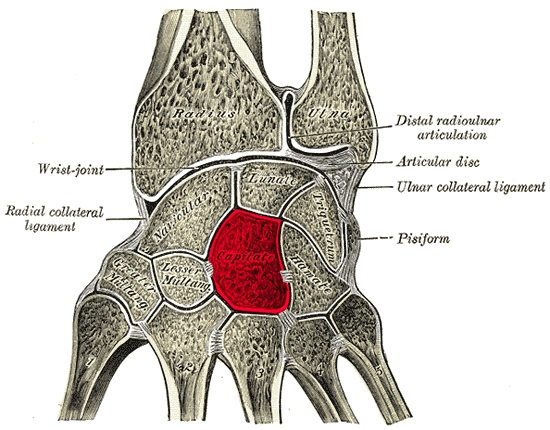
Cross section of wrist (thumb on left). Capitate shown in red.